# Veľký Krtíš
Veľký Krtíš é uma cidade da Eslováquia, situada no distrito de Veľký Krtíš, na região de Banská Bystrica. Tem 15,03 km² de área e sua população em 2018 foi estimada em 11.930 habitantes.

## Demografia
| Ano:        | 1994   | 2004   | 2014    | 2024    |
| ----------- | ------ | ------ | ------- | ------- |
| Broj ljudi: | 14 160 | 13 932 | 12 424  | 10 274  |
| Razlika:    |        | -1,61% | -10,82% | -17,30% |

| Ano:               | 2023   | 2024   |
| ------------------ | ------ | ------ |
| Número de pessoas: | 10 457 | 10 274 |
| Diferença:         |        | -1,75% |